# Vanguard Records
Vanguard Records is een Amerikaans muzieklabel, dat in 1950 werd opgericht door Seymour Solomon en zijn jongere broer Maynard Solomon. Eerst bedoeld als label voor klassieke muziek, is het tegenwoordig bekend door zijn blues en folk-publicaties tijdens de jaren 1960.

## Geschiedenis
De eerste plaat van de nieuw opgerichte onderneming was de 21e cantate Ich hatte viel Bekümmernis, BWV 21 van J.S. Bach met Jonathan Sternberg, die de tenor Hugues Cuénod en andere solisten, koor en orkest dirigeerde. Van de hele Vanguard/Bach Guild-catalogus, die ongeveer 480 nummers telt, zijn er 30 Bach-records. Het label nam ook andere barokke en eerdere werken op, stukken van de Engelse Madrigal School, uitgevoerd door de Deller Consort, Italiaanse en Franse madrigaalmeesterwerken, Elizabethaanse en Jacobijnse muziek en Henry Purcell.
In 1953, onder leiding van John Hammond, begon het bedrijf de Jazz Showcase-serie die zich concentreerde op de reguliere jazz, en produceerde ongeveer twee dozijn opnamen voordat het in 1958 werd gesloten. Opnamen gemaakt tijdens de Spirituals to Swing-concerten in 1938 en 1939 werden in 1959 door Vanguard uitgebracht. Het bedrijf ging daarna slechts met tussenpozen verder met het opnemen van jazz.
Halverwege de jaren 1950 contracteerde Vanguard artiesten op de zwarte lijst, Paul Robeson en the Weavers. Het bleef folkmuziek uitgeven met nieuw gecontracteerde artiesten Joan Baez, Hedy West, The Rooftop Singers, Buffy Sainte-Marie, Ian & Sylvia en Mimi en Richard Fariña. Voor het Verenigd Koninkrijk en het Gemenebest van Naties verkreeg het label Nixa Records licenties van Vanguard Records.
In de zomer van 1965 huurde Maynard Solomon Samuel Charters in om de banden van het Newport Folk Festival in 1964 te monteren. Na dat project stuurde het gezelschap Charters naar Chicago om het brede scala aan bluesmuzikanten daar vast te leggen. Die sessies resulteerden in de drie-album serie Chicago/The Blues/Today! in 1966. De albums omvatten Junior Wells met Buddy Guy, Muddy Waters' bandleden Otis Spann en James Cotton, Otis Rush, Homesick James, Johnny Shines, Big Walter Horton en Charlie Musselwhite.
Vanguard bracht talloze klassieke opnames uit, zowel in eigen land geproduceerd als geïmporteerd. Veel van de laatste waren afkomstig van het Britse Pye Records-label, met optredens van het Halle Orchestra onder leiding van Sir John Barbirolli. De opnamen waren zo uitzonderlijk dat veel klassieke radiostations ze programmeerden. Vanguard bracht begin jaren 1970 zelfs enkele quadrafonische klassieke opnamen uit, waaronder een uitvoering van Tsjaikovski's Vierde Symfonie met het American Symphony Orchestra onder leiding van Leopold Stokowski. Het label bracht ook veel uitvoeringen uit van het Utah Symphony Orchestra onder leiding van Maurice Abravanel, waaronder een van de eerste sets van de volledige tien symfonieën van Gustav Mahler, een complete uitvoering van The Nutcracker, evenals de eerdere P.D.Q. Bach-opnamen, van 1965 tot 1983. Vanguard was het eerste Amerikaanse label dat de volledige 1944 hifi-opnamen uitbracht van componist Richard Strauss die het Wiener Philharmonisch Orkest dirigeerde in de meeste van zijn toongedichten; de opnamen zijn gemaakt op de Magnetophon-bandopnameapparatuur in het Weense operagebouw.
De veelheid aan populaire interne klassieke muziekseries die tussen 1950 en 1966 door de Solomons bij Vanguard en Bach Guild werden uitgebracht, omvatten, naast 22 cantates van Bach, de virtuoze trompet, virtuoze fluit en virtuoze hobo, samen met German University Songs met Erich Kunz , liederen uit de Auvergne, Weense dansen met Willi Boskovsky, traditionele liederen van Roland Hayes, Four Seasons van Vivaldi en andere concerten van I Solisti di Zagreb, muziek van Ralph Vaughan Williams, talrijke Haydn-symfonieën uitgevoerd door het Esterhazy Orchestra, een dubbel-lp van de opera Orfeo ed Euridice van Gluck, gezongen in het Italiaans met de Weense Staatsopera onder leiding van Charles Mackerras, en een invloedrijke Mahler-cyclus met het Utah Symfonie Orkest onder leiding van Maurice Abravanel.
Na het betreden van de rock-'n-roll-markt door Country Joe and the Fish te contracteren, begon Vanguard een 6500-serie voor publicaties door rockacts, maar had weinig succes. Tegen het begin van de jaren 1970, met acts als Joan Baez en Ian & Sylvia die naar andere labels vertrokken, en tegenvallende verkopen voor de klassieke budgetreeks Everyman, was Vanguards status in de muziekindustrie afgenomen. Het label bleef minimaal actief met speciale publicaties zoals die van de Indiase klassieke muzikant en sarodvirtuoos Vasant Rai. Een onverwachte nieuwigheid bij Vanguard, Shaving Cream van Benny Bell, bracht het bedrijf ertoe albums met humoristische muziek uit te brengen, geïnspireerd door Dr. Demento. In de late jaren 1970 bracht Tom Paxton de twee albums New Songs from the Briar-patch en Heroes uit bij het label. Een paar disco-albums van acts als Players Association werden op Vanguard uitgebracht zonder veel impact op de hitparade.
Na deze bijna rustperiode werd Vanguard in 1985 verkocht aan de Welk Music Group, die de klassieke muziekcatalogus terug verkocht aan Seymour Solomon. Welk Music Group heeft het label nieuw leven ingeblazen door een groot deel van zijn uitgebreide folk- en populaire muziekcatalogus opnieuw uit te geven (waarvan een groot deel al enkele jaren niet meer gedrukt was) op cd, en een aantal nieuwe artiesten te contracteren (zoals Matt Nathanson , Mindy Smith, Greg Laswell en Trevor Hall), naast gevestigde muzikanten als Merle Haggard, John Fogerty, Chris Isaak, Robert Cray, Shawn Mullins en Linda Ronstadt. Het label ging ook marketingpartnerschappen aan met een aantal door artiesten gerunde labelafdrukken, waaronder Levon Helm (Dirt Farmer Music), Indigo Girls (IG Recording) en Chely Wright (Painted Red Music). Dit tijdperk voor Vanguard oogstte ook het label drie opeenvolgende Grammy Awards voor Levon Helm, meerdere Grammy Awards voor Robert Cray en een RIAA-gecertificeerde platina-single voor Come on Get Higher van Matt Nathanson. In 2008 begon Welk Music Group een distributieovereenkomst met EMI om zijn labels, waaronder Vanguard, af te handelen.
Na de dood van Seymour Solomon werd Vanguard Classics verkocht aan Artemis Records, dat het bedrijf nieuw leven inblies met nieuwe publicaties van Leon Fleisher en Gil Shaham. Toen Artemis in 2004 stopte, werd de Vanguard Classics-catalogus verkocht aan Sheridan Square Entertainment, dat het Vanguard Classics-materiaal in licentie geeft. Sheridan Square werd uiteindelijk IndieBlu, dat in 2010 werd overgenomen door Entertainment One. Vanguard Music Group werd in april 2015 overgenomen door Concord Bicycle Music.
Vanguard gebruikte de Brooklyn Masonic Temple in New York als een van zijn opnamestudio's voor veel van zijn sessies.

## Sublabels
- Flip Records was een niet lang bestaand label, dat zich had gespecialiseerd op new wave en dancemuziek. Na twee publicaties werd dit echter stopgezet.
- Bij Bach Guild verschenen o.a. een reeks opnamen van muziek van Bach als cantaten met Oostenrijkse artiesten en de dirigent Felix Prohaska.

## Lijst van artiesten

### Klassieke artiesten (1950-1966)
- Maurice Abravanel
- Julius Baker
- Alfred Brendel
- Adrian Boult
- John Barbirolli
- Willi Boskovsky
- Jeanne-Marie Darre
- Netania Davrath
- Alfred Deller
- Mischa Elman
- Maureen Forrester

- Vladimir Golschmann
- Anton Heiller
- Antonio Janigro
- Charles Mackerras
- Jan Peerce
- Felix Prohaska
- Alexander Schneider
- Peter Serkin
- Leopold Stokowski
- Joseph Szigeti

### Huidige artiesten
- Barenaked Ladies
- Blue Giant
- Bruce Hornsby
- Chely Wright
- Chris Isaak
- Clairy Browne & The Bangin' Rackettes
- Collective Soul
- Diane Schuur
- The Gourds

- Greg Laswell
- Indigo Girls
- Isobel Campbell
- Lee DeWyze
- The Living Sisters
- Marc Broussard
- Matt Nathanson
- O.A.R.
- Ozomatli

- Parachute
- Robert Francis
- Rodney Crowell
- Shawn Mullins
- Stephen Kellogg & The Sixers
- Susanna Hoffs
- Trevor Hall
- Viva Voce

### Voormalige artiesten
- Alisha
- Andrew McMahon in the Wilderness
- Allen Ward Trio
- The Alternate Routes
- Eric Andersen
- Joan Baez
- BeauSoleil
- Blues Traveler
- Robert Bradley
- Alison Brown
- Sandy Bull
- Kimberly Caldwell
- Camper Van Beethoven
- Carbon Leaf
- Peter Case
- Don Williams
- Deana Carter
- Liam Clancy
- The Clancy Brothers
- Buck Clayton
- Larry Coryell
- James Cotton

- Joe Grushecky
- The Country Gentlemen
- Country Joe & the Fish
- Robert Cray
- Pee Wee Crayton
- Catie Curtis
- Erik Darling
- Vic Dickenson
- The Dillards
- Ramblin' Jack Elliott
- Everything is Everything
- John Fahey
- Richard Fariña & Mimi Fariña
- Flashman
- John Fogerty
- Julia Fordham
- Bob Frank
- Kinky Friedman
- The Frost
- Steve Gillette
- Buddy Guy
- Merle Haggard

- John Hammond
- Levon Helm
- John Hiatt
- Big Walter Horton
- Cisco Houston
- Jesca Hoop
- Mississippi John Hurt
- J.B. Hutto
- Ian & Sylvia
- Indigenous
- Skip James
- Bert Jansch
- David Earle Johnson
- Joey + Rory
- Patty Larkin
- Live
- Dave Mallett
- Edwin McCain
- John McEuen
- Max Morath
- Nellie McKay
- Ramsay Midwood

- Charlie Musselwhite
- Phil Ochs
- Sinéad O'Connor
- Odetta
- Oregon
- Joan Osborne
- Tom Paxton
- Jan Peerce
- Perrey & Kingsley
- Gershon Kingsley
- Jean-Jacques Perrey
- Jim Kweskin
- Kim Richey
- Paul Robeson
- Linda Ronstadt
- The Rooftop Singers
- Otis Rush
- Jimmy Rushing
- Buffy Sainte-Marie
- Peter Schickele
- Mark Selby
- Shurman

- Mindy Smith
- Siegel-Schwall Band
- Patrick Sky
- Otis Spann
- Garrison Starr
- Big Mama Thornton
- Switchfoot
- Twilight 22
- The Vagrants
- Jerry Jeff Walker
- Peter Walker
- The Watson Twins
- Doc Watson
- The Weavers
- Junior Wells
- Hedy West
- David Wilcox
- Mason Williams
- Daphne Willis
- Yonder Mountain String Band
- Zager and Evans